# Virje Križovljansko
Virje Križovljansko falu Horvátországban, Varasd megyében. Közigazgatásilag Cesticához tartozik.

## Fekvése
Varasdtól 18 km-re északnyugatra, Cesticától 2 km-re északkeletre a Dráva jobb partján, a szlovén határ közelében fekszik.

## Története
1857-ben 175, 1910-ben 233 lakosa volt. 1900-ig Virje volt a hivatalos neve. 1920-ig Varasd vármegye Varasdi járásához tartozott. 1948-ig Otok Virje is hozzá tartozott. 2001-ben  a falunak 262 lakosa volt.

## Népessége
| Lakosság változása | Lakosság változása | Lakosság változása | Lakosság változása | Lakosság változása | Lakosság változása | Lakosság változása | Lakosság változása | Lakosság változása | Lakosság változása | Lakosság változása | Lakosság változása | Lakosság változása | Lakosság változása | Lakosság változása | Lakosság változása |
| ------------------ | ------------------ | ------------------ | ------------------ | ------------------ | ------------------ | ------------------ | ------------------ | ------------------ | ------------------ | ------------------ | ------------------ | ------------------ | ------------------ | ------------------ | ------------------ |
| 1857               | 1869               | 1880               | 1890               | 1900               | 1910               | 1921               | 1931               | 1948               | 1953               | 1961               | 1971               | 1981               | 1991               | 2001               | 2011               |
| 175                | 213                | 208                | 227                | 225                | 233                | 276                | 321                | 407                | 323                | 307                | 293                | 309                | 298                | 262                | 270                |